# Репатриация ингерманландцев в СССР
Репатриа́ция ингерманла́ндцев в СССР — процесс организованного возвращения в конце 1944 — начале 1945 годов на территорию Советского Союза ингерманландцев, имевших советское гражданство, принудительно переселённых в период Второй мировой войны на территорию Финляндии. Всего было репатриировано около 60 тысяч человек, из которых большинство были ингерманландцами. Вместе с ингерманландцами прибыли представители других национальностей. Местами репатриации были северные области РСФСР — Псковская, Великолукская, Калининская, Новгородская и Ярославская. Возвращение же на территорию исконного проживания — в Ленинградскую область — было разрешено только репатриантам нефинской национальности, вернувшимся в СССР с ингерманландцами. Кроме того, разрешение на проживание в Ленинградской области получили некоторые категории ингерманландцев — прежде всего участники Великой Отечественной войны, имеющие правительственные награды и члены их семей.
Часть репатриантов-ингерманландцев самовольно в 1945—1947 годах переселилось на территорию Эстонской ССР, где местные органы власти позволили им проживать. В 1947—1949 годах под давлением союзных властей власти Эстонской ССР заставили большинство ингерманландцев-репатриантов покинуть Эстонию. Ингерманландцы массово переехали в места изначальной репатриации, прежде всего в Псковскую область. В 1949 году значительная часть ингерманландцев с разрешения властей выехала в Карело-Финскую ССР.
В 1990-е — 2010-е годы многие из ингерманландцев-репатриантов и их потомки выехали из России в Финляндию, где им было предоставлено местное гражданство. Незначительная часть репатриантов укоренилась в местах репатриации в России, где их потомки проживают в настоящее время. Часть ингерманландцев из числа бывших репатриантов и их потомков проживает в современной Эстонии.

## Ингерманландцы в довоенном СССР

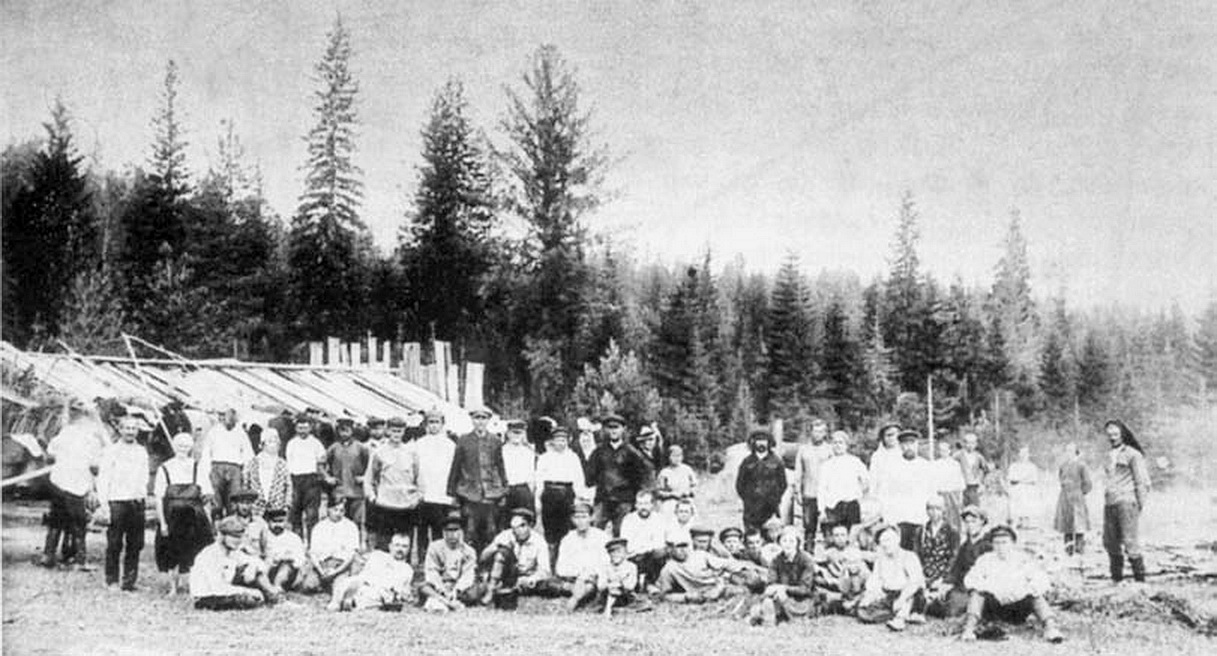
Ссыльные ингерманландцы в Хибинах. 1932 год

Ингерманландцы были коренным населением Ленинградской области СССР. После 1926 года они стали учитываться советской статистикой как финны. На 1939 год в СССР насчитывалось 143 607 финнов.
В 1930-е годы значительная часть советских ингерманландцев была выселена с мест их традиционного проживания. Сначала выселения шли в рамках общесоюзного раскулачивания. В 1931 году происходят первые крупные выселения в Красноярский край, на берег Енисея, на золотые рудники. На втором этапе отправляют большие группы людей на работы в Хибины, в строящийся город Хибиногорск (c 1934 г. — Кировск). Из 8604 «кулацких» семей, депортированных из Ленинградской области в 1930—1931 годах, 5344 были выселены на Кольский полуостров, 337 — на Урал, 1269 — в Западную Сибирь, 929 — в Восточную Сибирь и 725 — в Якутию. Половину депортированных — 4320 семей, или 18 000 человек — составляли ингерманландцы.

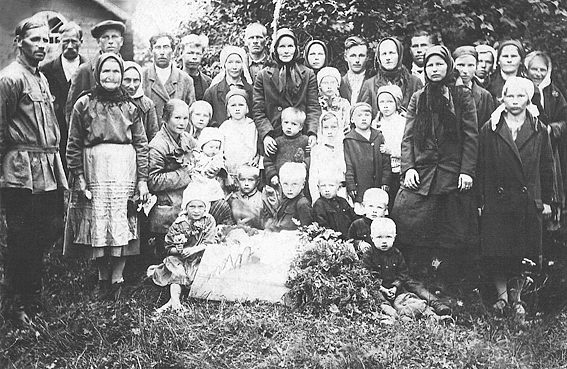
Ингерманландцы прихода Вуоле, выселенные в 1936 году

В 1935 и 1936 годах прошли депортации в рамках зачистки приграничной полосы. Весной 1935 года в приграничных районах Ленинградской области и Карелии была проведена операция по выселению «кулацкого и антисоветского элемента». Операция была проведена по указанию наркома внутренних дел Г. Г. Ягоды, её устроители предполагали выселить из погранполосы 11 795 человек. Из текста указания Г. Г. Ягоды не следовало, что депортация должна проводиться по национальному признаку, но на практике в «антисоветские элементы» оказалось зачисленным всё финское и эстонское население приграничных районов. На первом этапе выселений, к 25 апреля, указанная Ягодой разнарядка была перевыполнена, из погранполосы были выселены 5100 семей или 22 511 человек. Из них НКВД выявило лишь 101 семью «из бывших», остальные были местные крестьяне. По данным В. Н. Земскова было выселено 5059 семей или 23 217 человек, в том числе в Западную Сибирь было направлено 1556 человек, в Свердловскую область — 7354, в Киргизию — 1998, в Таджикистан — 3886, в Северный Казахстан — 2122 и в Южный Казахстан — 6301.
В 1936 году на Карельском перешейке по инициативе командования Ленинградского военного округа было произведено переселение всего гражданского населения из предполья и ближайшего тыла строящегося Карельского укрепрайона. Выселенные были небольшими группами размещены в Бабаевском и Кадуйском районах нынешней Вологодской области. Депортации продолжались до осени 1936 года. Общее число ингерманландцев, депортированных в 1935—1936 годах, оценивается в 26—27 тысяч человек.

## Ингерманландцы в начале Великой Отечественной войны

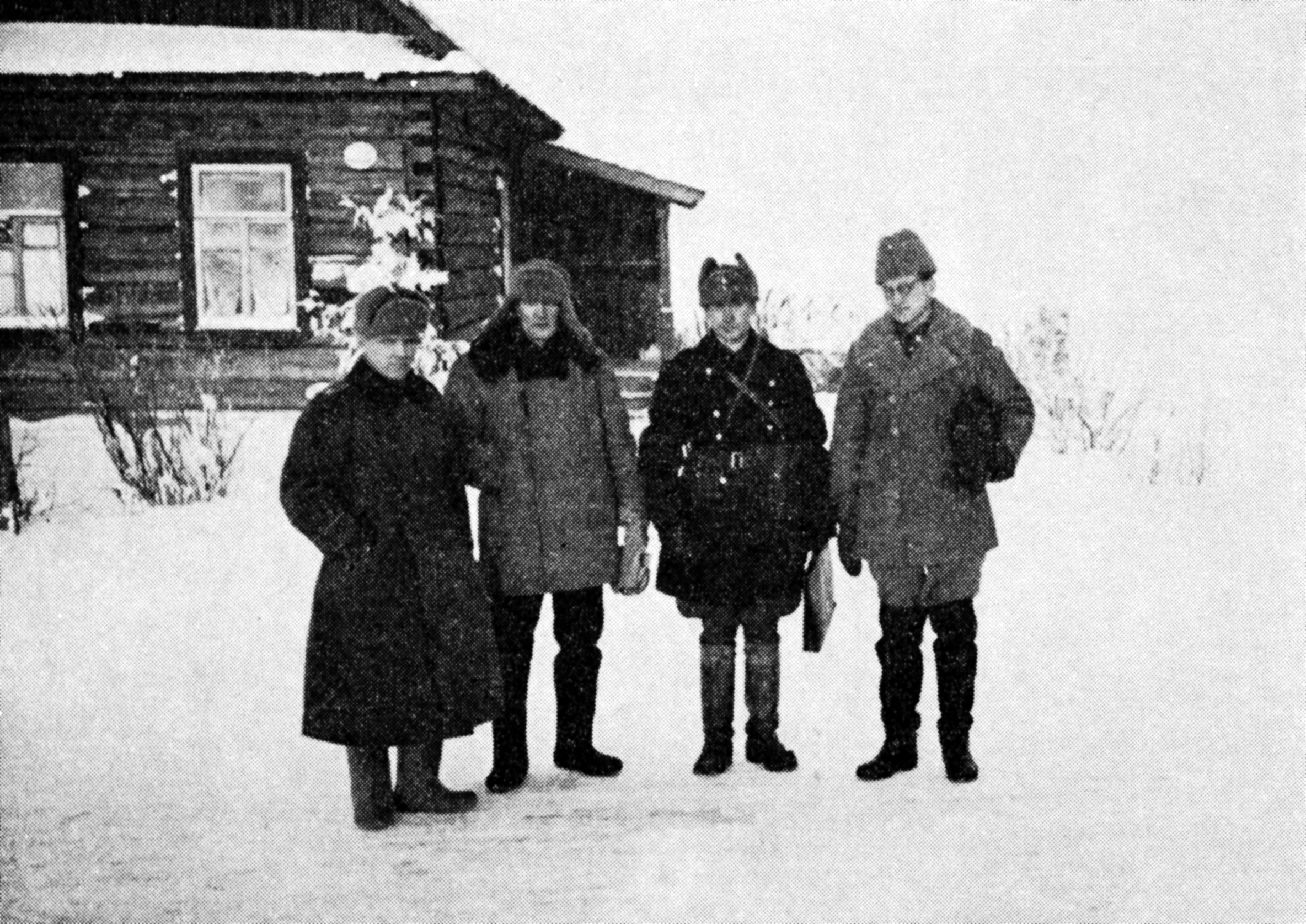
Специальная комиссия по делам ингерманландцев. 1942 года

В 1941—1943 годах советские ингерманландцы оказались разделены на две большие группы, судьба которых сложилась по-разному.
Первой группой стали ингерманландцы, которые оказались на территории, которая не подверглась оккупации и те, кого успели эвакуировать до начала оккупации. Их ждала принудительная эвакуация. Постановлением Военного Совета Ленинградского фронта № 196сс от 26 августа 1941 года финское и немецкое население пригородных районов Ленинграда подлежало обязательной эвакуации в Коми АССР и Архангельскую область. До 8 сентября 1941 года успели вывезти около 3000 человек. Постановление было издано лишь за несколько дней до того, как все пути сообщения, связывающие окрестности Ленинграда с внешним миром по суше, были перерезаны немецкими войсками. Постановление Военного Совета Ленинградского фронта № 00714-а от 20 марта 1942 года повторило требование об обязательной эвакуации финского и немецкого населения. Около 30 тысяч ингерманландцев находились внутри блокадного кольца, как в городе, так и в области. Зимой и весной 1942 года 28 тысяч человек были вывезены из блокадного Ленинграда. Вывозили на машинах по льду Ладоги и далее по железной дороге в Сибирь. Примерно треть спецпереселенцев погибла в пути следования. Затем по реке Лена их доставили на необжитое побережье моря Лаптевых. По данным В. Н. Земскова, всего поступило на спецпоселение 44 737 человек, из них 17 837 было размещено в Красноярском крае, 8267 — в Иркутской области, 3694 — в Якутской АССР, 3602 — в Омской области, остальные — в Вологодской и Кировской областях. По прибытии на место водворения ингерманландцы были взяты на учёт спецпоселений, им были выданы паспорта с красной полосой через всю первую страницу. Специального постановления о их зачислении в разряд спецпоселенцев не было, поэтому НКВД СССР предложил всех лиц финской национальности, переселенных в 1942 году, «…снять с учета и не считать спецпереселенцами, оставив при этом на жительство в Якутской АССР… как административно-высланных». Однако 29 декабря 1944 года НКВД СССР вынес приказ № 274, по которому все эвакуированные финны получили статус спецпоселенцев. После окончания Великой Отечественной войны 12 января 1946 года режим спецпоселения был снят, но возвращение на территорию Ленинградской области правительство финнам запретило.
Вторая группа ингерманландцев оказалась на территории, оккупированной немецко-фашистскими войсками. Здесь действовали финские школы и церковь, но в целом жизнь была тяжёлой и голодной. Во второй половине ноября 1941 года немецкие власти ввели продовольственные карточки. 9 декабря посол Германии Вильперт фон Блюхер (нем. Wipert von Blücher) предложил Финляндии принять 50 тысяч ингерманландцев. Финляндия, однако, в тот момент не была к этому готова. Снабжение населения продовольствием продолжало ухудшаться и на захваченной немцами территории. Даже с не затронутых боевыми действиями территорий голод вынуждал людей уходить в лагеря беженцев и затем далее в Эстонию. Посетивший 20 января 1942 года Финляндию начальник ЗиПо и СД Рейхскомиссариата «Остланд» бригадефюрер СС Вальтер Шталекер попытался убедить Финляндию принять ингерманландцев, которым угрожал голод. Финляндия для изучения ситуации в Ингерманландии направила туда специальную комиссию под руководством советника Школьного управления Лаури Пелконена, в которую вошли: пастор Юхани Яскеляйнен, представитель полиции Каарло Стендаль и бывший председатель Временного комитета Северной Ингерманландии, капитан Юкка Тирранен из Восточно-карельского военного округа. По возвращении комиссия подтвердила опасную ситуацию, в которой находятся 6000 финнов, проживающих вблизи линии фронта, — по мнению комиссии, их следовало бы эвакуировать в Эстонию. Ещё 10 тысяч человек нуждались в помощи на месте, а всего нуждающихся насчитали 40—50 тысяч. На основании этого доклада министерство иностранных дел Финляндии информировало немецкого посла Блюхера о сложившемся положении.

## Переселение ингерманландцев с оккупированных территорий в Финляндию

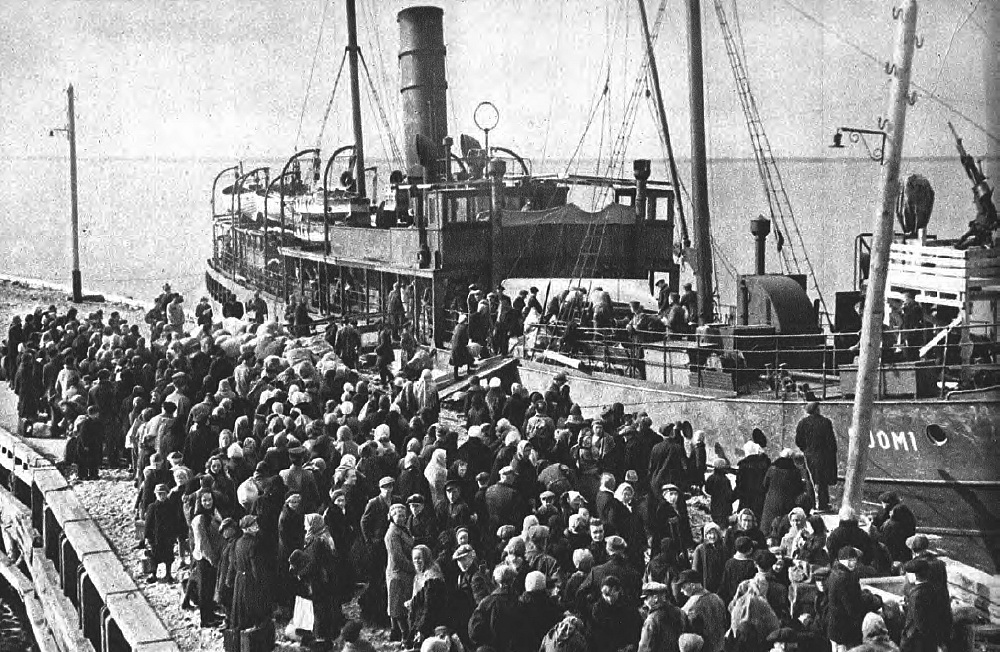
Посадка ингерманландцев на теплоход «Суоми». 1943 год

23 января 1943 года министерство иностранных дел Германии заявило о согласии на перевозку максимум 12 тысяч человек. 5 февраля 1943 года правительство Германии, исходя прежде всего из своих политических интересов, согласилось перевезти 8 тысяч трудоспособных мужчин с семьями. Для организации переезда 25 февраля 1943 года в Таллин отправилась так называемая комиссия Хеланена. Первые добровольцы отправились в путь 29 марта 1943 года из лагеря Клоога. Триста человек из порта Палдиски были доставлены теплоходом «Аранда». В дальнейшем отправки людей в лагерь Ханко осуществлялись один раз в 2—3 дня. В начале апреля добавился теплоход «Суоми», который мог брать на борт 450 пассажиров. В июне к ним присоединился третий корабль — минный тральщик «Лоухи», поскольку главной проблемой при морском переходе были мины. Осенью переходы перенесли на ночное время из-за усиления активности советской авиации. Переезды были добровольными и основывались на предложениях комиссии Пелконена переселять в первую очередь жителей прифронтовых районов. К середине октября 1943 года в Финляндию было перевезено 20 тысяч человек.
В преддверии ожидавшегося советского наступления под Ленинградом генеральный комиссариат «Эстония» (нем. Generalbezirk Estland), входивший в Рейхскомиссариат Остланд, и командование Группы армий «Север» с середины октября приступили к ускоренной принудительной эвакуации ингерманландских территорий, невзирая на прежние договорённости с Финляндией о добровольном переселении. Соглашение о проведении уже начавшейся операции подписали задним числом, в начале ноября 1943 года. В ходе второго этапа операции через Финский залив было перевезено более 38 000 человек. Всего в Финляндию было отправлено чуть более 63 000 человек, из них 50 800 человек составляли женщины и дети.
| Губернии   | 15.07.43 | 15.10.43 | 15.11.43 | 31.12.43 | 30.01.44 | 31.03.44 | 30.04.44 | 31.05.44 | 30.06.44 | 31.07.44 | 31.08.44 | 30.09.44 | 31.10.44 | 30.11.44 |
| ---------- | -------- | -------- | -------- | -------- | -------- | -------- | -------- | -------- | -------- | -------- | -------- | -------- | -------- | -------- |
| Уусимаа    | 1861     | 3284     | 3726     | 5391     | 6617     | 7267     | 7596     | 8346     | 8519     | 8662     | 8778     | 8842     | 8897     | 8945     |
| Турку-Пори | 2541     | 6490     | 7038     | 8611     | 10 384   | 12 677   | 14 132   | 15 570   | 16 117   | 16 548   | 16 985   | 17 067   | 17 118   | 17 177   |
| Хяме       | 2891     | 5300     | 5780     | 7668     | 9961     | 10 836   | 11 732   | 12 589   | 12 932   | 13 241   | 13 403   | 13 424   | 13 589   | 13 690   |
| Выборг     | 259      | 491      | 591      | 886      | 1821     | 2379     | 2975     | 3685     | 3916     | 3904     | 3456     | 3285     | 3059     | 2910     |
| Миккели    | 425      | 724      | 842      | 1780     | 2645     | 3402     | 3451     | 3837     | 3950     | 3970     | 4124     | 4186     | 4159     | 4156     |
| Куопио     | 488      | 824      | 921      | 2008     | 3036     | 4214     | 4842     | 4962     | 5059     | 5098     | 5043     | 5068     | 5060     | 5002     |
| Вааса      | 925      | 2056     | 2208     | 2567     | 4533     | 5636     | 6395     | 6804     | 7045     | 7146     | 7227     | 7160     | 7344     | 7429     |
| Оулу       | 172      | 552      | 746      | 680      | 2154     | 2043     | 2422     | 2438     | 2530     | 2376     | 2488     | 2473     | 2474     | 2472     |
| Лаппи      | 5        | 10       | 14       | 94       | 385      | 1301     | 1365     | 1408     | 1395     | 1626     | 1626     | 1594     | 1527     | 1430     |
| Всего      | 9567     | 19 731   | 21 866   | 29 685   | 41 536   | 49 755   | 54 910   | 59 639   | 61 463   | 62 571   | 63 130   | 63 119   | 63 227   | 63 211   |

## Репатриация
Бытовой уровень отношения к ингерманландцам со стороны финского населения был очень непростым. Финские правые подозревали в мигрантах тайных коммунистов, а финские коммунисты, напротив, усматривали в них, чуть ли не коллаборационистов.

Если дома, в Ингерманландии, их иногда называли оскорбительно «чухнами», а еще и «белофиннами», что было уж совсем обидно, то в Финляндии они были, напротив, «рюсся».

В сентябре 1944 года в ходе переговоров об условиях перемирия СССР потребовал от Финляндии возвращения всех своих граждан — эстонцев и ингерманландцев. Поезда с ингерманландцами сразу после пересечения границы были взяты под охрану частями внутренних войск.
Первые шесть эшелонов с репатриантами (4148 человек, в основном женщины и дети) и имуществом (121 вагон для багажа, включая скот) прибыли на железнодорожные станции Псковской области 15 декабря 1944 года. Со станций репатрианты сразу были отправлены к местам проживания. Доставка от станций осуществлялась автомашинами и телегами на конской тяге. После помывки репатриантов разместили в порядке уплотнения по домам местных колхозников и в свободные дома. В дальнейшем в Псковскую область ингерманландцы прибывали в первом квартале 1945 года. После окончания расселения власти выявили среди репатриантов специалистов, которых оказалось 457 человек — кузнецы, сапожники, медицинские работники, электрики, шофера и другие. Специалистам нашли работу в соответствие с их квалификацией.
Всего к марту 1946 года, согласно отчёту Управления уполномоченного СНК СССР по делам репатриации, было репатриировано 43 246 ингерманландцев, а также 4705 финнов неингерманландского происхождения.

## Размещение репатриированных ингерманландцев в СССР и их национальный состав
В соответствии с постановлением ГКО СССР № 6973сс от 19 ноября 1944 года репатриируемые направлялись не в Ленинградскую область, а в пять соседних с ней областей — Псковскую, Новгородскую, Калининскую, Великолукскую и Ярославскую. Распоряжение СНК СССР № 13925рс от 19 сентября 1945 года разрешало въезд в Ленинградскую область лишь «ингерманландским семьям военнослужащих — участников Отечественной войны», а также репатриантам-нефиннам. Но даже участник войны или член его семьи для выезда в Ленинградскую область должен был сначала получить разрешение от властей области, куда репатриировался. Также был разрешен выезд в Ленинградскую область членам семей советских военнослужащих, погибших или награжденных орденами и медалями (при условии документального подтверждения факта гибели или награждения). Члены семей военнослужащих, пропавших без вести, права на въезд в Ленинградскую область не получали.
Большинство финских репатриантов предпочло покинуть отведённые им для поселения области. Одни попытались всеми правдами и неправдами вернуться в Ингерманландию, другие выехали в Эстонию и Карелию.
Далеко не все репатрианты, которые значились в советских документах как «ингерманландцы», были этническими ингерманландцами. В составе 5589 поступивших в январе 1945 года в Великолукскую область репатриантов (все они по документам проходили как «ингерманландцы») были только 3922 этнических ингерманландца, а остальные — русские, карелы, вепсы, эстонцы, украинцы и представители других национальностей.
География расселения репатриированных из Финляндии «ингерманландцев» была следующей (на 1946 год) :
- Ярославская область — 19336 человек;
- Калининская область — 14169 человек;
- Новгородская область — 10513 человек;
- Псковская область — 6335 человек;
- Великолукская область — 5589 человек.

Принимающие районные организации были обязаны помочь репатриантам обустроиться на новых местах. В срок до 1 марта 1945 года всем репатриантам полагалось выделить приусадебный участок. Кроме того, репатрианты получали следующие льготы:
- Освобождение от всех налогов и страховых платежей на 1945—1946 годы;
- Освобождение от сельскохозяйственных поставок на 1945 год;
- Выделение кредита из Сельхозбанка на обустройство на срок до 5 лет и в размере до 10 тыс. рублей на 1 хозяйство, который можно было потратить на обустройство и хозяйственное обзаведение;
- Помощь по прибытии от Правительства СССР — по 150 рублей на человека, зерно, бензин.

Были предусмотрены также местные меры поддержки. Например, в Великолукской области каждая нуждающаяся семья репатриантов могла купить до одного центнера зерна. Местные власти пытались добиться поддержки репатриантам от властей Финляндии (через союзные органы), но нет никаких документальных подтверждений тому, что им удалось что-то получить для репатриантов.
Размещение ингерманландцев столкнулось с трудностями. Прежде всего, была проблема трудоустройства репатриантов. Большинство репатриантов были женщинами и детьми, не имевшими никакой квалификации, поэтому их можно было использовать только на неквалифицированных работах. Многие репатрианты ранее в колхозах не работали и не имели понятия о сельскохозяйственном труде. Острой была жилищная проблема. Население принимающих областей само нуждалось в жилье и в домашнем скоте. Например, в Псковской области на 1 января 1946 года нуждались в жилье 22280 семей местных жителей. На 1 августа 1948 года в Псковской области 12112 хозяйств не имели ни одной коровы. Многих репатриантов пришлось подселять в дома колхозников в порядке уплотнения. Несмотря на разъяснительную работу властей, многие репатрианты отказывались вступать в местные колхозы, ссылаясь на то, что у них и так есть дома в Ленинградской области, отказывались от ссуд. Некоторым переселенцам, проживающим на частных квартирах, приходилось вносить высокую арендную плату — по 500 рублей в месяц и более. О том насколько тяжело шло размещение на новом месте говорят результаты обследования жилищно-бытовых условий переселенцев, проведенного Переселенческим отделом Псковского облисполкома в октябре 1945 года, то есть спустя более, чем полгода после репатриации. Оказалось, что в шести обследованных районах Псковской области никто из репатриантов не приступил к строительству собственных домов, ссуды на приобретение скота получили только 39 хозяйств в двух районах, причем большинство должников, не погасив задолженность, самовольно уехали с места жительства. Переселенческий отдел разработал план помощи репатриантам, который выполнить не удалось. За 1946 год в Псковской области репатрианты-ингерманландцы построили только три жилых дома, а из выделенных 500 тыс. рублей ссуд на приобретение скота оказались выбранными только 24 тыс. рублей. В 1946 году план по размещению также был сорван из-за массового выезда ингерманландцев за пределы Псковской области. На 1 января 1947 года из 399 семей ингерманландцев в Псковской области только 59 хозяйств были членами колхозов и только три семьи проживали в собственных домах. Остальные семьи снимали жилье. В апреле 1948 года в ходе проверки выяснилось, что некоторые семьи жили в землянках, некоторые проживали в условиях скученности и антисанитарии (например, две семьи, в которых было 7 человек, проживали в бане площадью 6 м²). К тому времени во многих местах уже не велась разъяснительная работа среди ингерманландцев.
9 сентября 1947 года в Псковской области был принят порайонный план хозяйственно-бытового и трудового устройства ингерманландских семей. Он предусматривал строительство 110 индивидуальных жилых домов и приобретение 60 голов скота для репатриантов. Однако даже такой скромный план не был выполнен. За период с 9 сентября 1947 года по 1 января 1948 года были приобретены только два дома и две коровы. На 1 января 1948 года в Псковской области осталось лишь 259 семей (1782 человека) ингерманландцев, из которых в колхозах состояли 122 семьи, а 95 семей были заняты в местной промышленности, причем собственные дома имели только 23 семьи. 19 февраля 1948 года Псковский облисполком во исполнение Постановления Совета Министров РСФСР от 21 января 1948 года «О хозяйственном устройстве переселенцев» утвердил план мероприятий по хозяйственному устройству репатриантов, который предусматривал строительство 50 жилых домов и приобретение 100 голов продуктивного скота. Этот план был скромнее плана от 9 сентября 1947 года и его даже перевыполнили по некоторым показателям. За 1948 год в рамках реализации плана построили, приобрели и отремонтировали 56 жилых домов и приобрели 116 коров и телок, но из 275 тыс. рублей ссуд были выбраны только 23,3 тыс. рублей.

## Отъезд ингерманландцев в Эстонскую ССР (1945—1947 годы)
Значительная часть репатриантов-ингерманландцев, покинувших места своего нового жительства, выехала в этнически близкую Эстонскую ССР, где получила прописку. Этому способствовала отмена с 1 июня 1946 года обязательных пропусков для проезда по железной дороге. Только за 1946 год из одной Псковской области уехали 1220 семей ингерманландцев. На 1 января 1947 года в Псковской области осталось только 399 семей ингерманландцев. Выбывшими числились 1449 семьи, из которых 1306 семей уехали самовольно. За 1947 год из Псковской области уехали ещё 140 семей ингерманландцев.

## Возвращение ингерманландцев к местам репатриации (1947—1949 годы)
В конце 1947 года произошло событие, заставившее ингерманландцев покинуть Эстонию и вернуться к местам их репатриации. В 1947 году МВД СССР издало секретный приказ об удалении из Эстонской ССР всех ингерманландцев, которые туда ранее самовольно въехали из пяти областей запланированного вселения. В 1948—1949 годах МВД СССР выпустило ещё несколько секретных постановлений, которые предписывали усилить контроль за выселенными и более активно разыскивать беглых. Эстонские власти тут же начали выталкивать ингерманландцев-репатриантов с мест их прописки. Псковский облисполком сообщил Совету министров РСФСР 3 декабря 1948 года, что этот процесс происходил следующим образом:

Прибывают неорганизованно, самотеком, органы МВД Эстонской ССР снимают ингерманландцев с прописки и предлагают им выехать из республики, но места вселения не указывают, никакого направления на руки ингерманландцам не дают. Таким образом, им предоставляется право самим избирать себе место жительства в пределах пяти областей (Псковской, Новгородской, Великолукской, Калининской, Ярославской), а переселенческим отделам и органам милиции этих областей даны указания принять и устроить их независимо от того, были они ранее вселены в области или нет. Но практика показала, что большинство ингерманландцев стремится осесть в Псковской области, и притом в районах, непосредственно прилегающих к Ленинградской области (Гдовском, Плюсском и др.), что совершенно нежелательно
Из этой цитаты видно, что власти Эстонии выталкивали ингерманландцев в Россию, предоставляя им там самим выбирать место проживания в пределах изначально отведенных пяти областей РСФСР. Поток был огромен. На 1 января 1948 года в Псковской области на учете состояли 347 семей ингерманландцев, то на 1 ноября того же года уже 2086 семей (6464 человека). Таким образом численность ингерманландцев в Псковской области стала больше, чем была в марте 1945 года, когда прошла репатриация из Финляндии. К марту 1945 года в Псковской области на учете было только 1818 семей ингерманландцев. К 1 января 1949 года на учете в Псковской области состояли уже 2398 семей ингерманландцев-репатриантов. За 1949 год в Псковскую область прибыли из Эстонской ССР и других областей ещё 1215 семей ингерманландцев.
Причем ингерманландцы в 1948 году стремились поселиться не в сельской местности, где их размещали в 1944—1945 годах, а в городах и поселках городского типа, в том числа в самом Пскове. Большинство ингерманландцев не вступало в местные колхозы. По данным на 1 ноября 1948 года в колхозах Псковской области трудились 1208 ингерманландцев-репатриантов, тогда как 3172 человека работали в местной промышленности. Безработица среди ингерманландцев Псковской области была большой — на 1 ноября 1948 года 1100 человек вообще не работали.
Местные органы власти пытались помочь, но как и в 1945—1947 годах планы помощи не выполнялись. 20 июня 1949 года Псковский облисполком получил Постановление Совета министров РСФСР от 15 июня того же года с планом хозяйственного устройства переселенцев. Согласно этому плану до конца 1949 года следовало отремонтировать и построить 158 жилых домов, а также приобрести 70 голов крупного рогатого скота. Реально учёт переселенцев удалось провести в области только в конце июля — начале августа 1949 года, а до конца 1949 года смогли достроить и отремонтировать лишь 55 домов и купить 31 корову.

## Массовый выезд в Карело-Финскую ССР (1949 год)
11 февраля 1949 года Совет министров РСФСР принял Постановление № 589, которое предусматривало вербовку «ингерманландцев и финнов» для последующего переселения их на постоянное место жительства в Карело-Финскую ССР. Вербованные получали экономические льготы и по прибытии должны были работать преимущественно в лесной промышленности. Ингерманландцы согласились. Только за 4 месяца — с 10 марта по 10 июля 1949 года — только из Псковской области в Карело-Финскую ССР выехали 2215 семей (6288 человек). То есть выехали почти все ингерманландцы — на 1 января 1949 года в Псковской области на учете состояли 2398 семей ингерманландцев. На 1 января 1950 года в Псковской области на учете состояли 1390 семей ингерманландцев. Из них только 194 семьи имели собственные или закрепленные за ними дома.
Наряду с репатриантами в Карело-Финскую ССР переселилось также ингерманландцы, эвакуированные в 1941—1942 годах в советский тыл. В результате реализации данного постановления Карелия стала одним из трёх крупнейших центров расселения советских финнов.
Руководство Карело-Финской ССР пострадало по «Ленинградскому делу». После этого массовое переселение ингерманландцев в республику прекратилось. Однако уже переселившиеся ингерманландцы остались в Карело-Финской ССР, хотя и были переселены подальше от государственной границы. В 1959 году в Карельской АССР насчитывалось 27829 финнов, тогда как в 1939 году их было 8322 человека.

## Укоренившиеся ингерманландцы
Небольшая часть ингерманландцев смогла укорениться в пяти областях, которые им были отведены для репатриации. В Псковской области (в её состав в 1957 году была включена большая часть Великолукской области) в 1979 году было 864 финна, а в 1989 году 658 финнов. Почти все они проживали в сельской местности. В Новгородской области в 1979 году проживали 848 финнов.
К 2010 году во всех пяти областях, куда шла в 1944—1945 годах, ингерманландцев почти не осталось. В 2010 году в Псковской области осталось только 212 финнов, в Новгородской области — 194 финна.
Значительная часть ингерманландцев осталась в Эстонии. До войны в Эстонии проживали только 1088 финнов (по переписи 1934 года). В 1959 году в Эстонии насчитывалось уже 16 699 финнов. В дальнейшем община ингерманландцев в Эстонии уменьшилась, но не так сильно, как в российских областях. На 2010 год в Эстонии проживали 10 639 финнов.

## Возвращение в Ленинградскую область
После окончания войны, согласно приказу НКВД СССР от 28 января 1946 года, финны и ингерманландцы были сняты с учёта спецпоселений, но тут же в соответствии с указом Президиума Верховного Совета СССР от 22 июня 1941 года задним числом были взяты на учёт как высланный в административном порядке «социально опасный элемент». Теперь они назывались «выселенцами». Указ Президиума Верховного Совета СССР от 26 ноября 1948 года закрепил за выселенцам этот статус навечно и определил за самовольное возвращение из мест обязательного поселения уголовное наказание — «20 лет каторжных работ».
По официальным данным на 12 мая 1947 года на территории Ленинградской области проживало 13 958 финнов, прибывших как самовольно, так и по официальному разрешению: 
| №  | Район                 | Всего  | Взрослых | Детей |
| -- | --------------------- | ------ | -------- | ----- |
| 1  | Всеволожский район    | 723    | 544      | 179   |
| 2  | Волосовский район     | 3037   | 2066     | 971   |
| 3  | Парголовский район    | 1135   | 846      | 289   |
| 4  | Павловский район      | 885    | 761      | 124   |
| 5  | Мгинский район        | 291    | 225      | 66    |
| 6  | Красносельский район  | 850    | 671      | 179   |
| 7  | Тосненский район      | 351    | 300      | 51    |
| 8  | Гатчинский район      | 3001   | 2502     | 499   |
| 9  | Ораниенбаумский район | 593    | 412      | 180   |
| 10 | Кингисеппский район   | 2858   | 2155     | 703   |
| 11 | г. Гатчина            | 126    | 84       | 42    |
| 12 | г. Павловск           | 30     | 18       | 12    |
| 13 | г. Ораниенбаум        | 78     | 56       | 22    |
| 14 | Всего                 | 13 958 | 10 641   | 3317  |

Семья ингерманландцев, которой удалось вернуться в свой дом после депортаций

В соответствии с постановлением Совета министров СССР № 5211сс от 7 мая 1947 года и решением Леноблисполкома № 9сс от 11 мая 1947 года самовольно возвратившиеся в регион финны подлежали возвращению к местам прежнего жительства. Согласно распоряжению Совета Министров СССР № 10007рс от 28 июля 1947 года такая же участь постигла и финнов, проживших в Ленинградской области безвыездно весь период оккупации. Остаться в Ленинградской области было разрешено лишь следующим категориям ингерманландцев:

а) участникам Великой Отечественной войны, имеющим правительственные награды, и членам их семей;

б) членам семей военнослужащих, погибших на фронтах Великой Отечественной войны;

в) трудармейцам и другим лицам, награждённым орденами и медалями Советского Союза, и членам их семей;

г) членам и кандидатам в члены ВКП(б) и их семьям;

д) членам семей, главами которых являются русские;

е) явно нетрудоспособным престарелым, не имеющим родственников.

Всего лиц данных категорий оказалось 5669 человек в Ленинградской области и 520 в Ленинграде.
21 мая 1947 года вышел секретный приказ МВД СССР № 00544 «О мероприятиях по удалению из гор. Ленинграда и Ленинградской области лиц финской национальности и ингерманландцев, репатриированных из Финляндии», который запретил финнам и ингерманландцам прописку в пригородах Ленинграда. Возвращение в родные места стало возможным лишь после смерти Сталина. Распоряжением МВД от 23 апреля 1954 года с ингерманландцев была снята 38-я статья «Положения о паспортной системе», которая ограничивала не только места их проживания, но и возможность учиться в средних специальных и высших учебных заведениях. Однако массового возвращения ингерманландцев в родные места не произошло, в 1958 году для них вновь были введены ограничения по прописке. К тому же многие уже успели обжиться на новых местах. Самые большие общины ингерманландцев образовались в Эстонии и Карелии, но везде они оставались национальным меньшинством.
Согласно переписи 1989 года в Ленинградской области финнов (в их число включали ингерманландцев) насчитывалось всего около 12 000 человек. Согласно данным Всероссийской переписи населения 2021 года в России осталось 7778 финнов-ингерманландцев.

## Репатрианты и их потомки после распада СССР
В 1990 году финны-ингерманландцы получили от Финляндии право на репатриацию. Инициатором этого решения был президент Мауно Койвисто, который заявил, что его побудила к этому «симпатия, испытываемая к многострадальному народу ингерманландских финнов». Единственным условием для репатриации было указание финской национальности в паспорте или в свидетельстве о рождении у подателя заявления или одного из его родителей. За последовавшие 20 лет по этой программе в Финляндию эмигрировали около 30 тысяч человек, но неизвестно, сколько среди них было собственно ингерманландцев, а сколько — членов их семей других национальностей, поскольку в Финляндии не ведётся учёт населения по национальному признаку. По оценочным данным на 2002 год в Финляндии проживали 16 500 ингерманландцев. Многие ингерманландцы в Финляндии сохранили российское гражданство.
Приём заявлений был закрыт 1 июля 2011 года, разрешение на проживание в Финляндии можно было запрашивать до 1 июля 2016 года. На лиц, проживавших на территории Финляндии в 1943—1945 годах (переселенцы) либо служивших в финской армии в 1939—1945 годах, это ограничение не распространяется.